# Собор Успіння Пресвятої Богородиці (Лиманське)
Костел Небовзяття Пресвятої Богородиці — зруйнований храм колишнього німецького поселення Зельц, нині селище Лиманське, Роздільнянський район Одеської області. На початку 20-го століття — найбільший римо-католицький костел півдня України.

## Історія створення

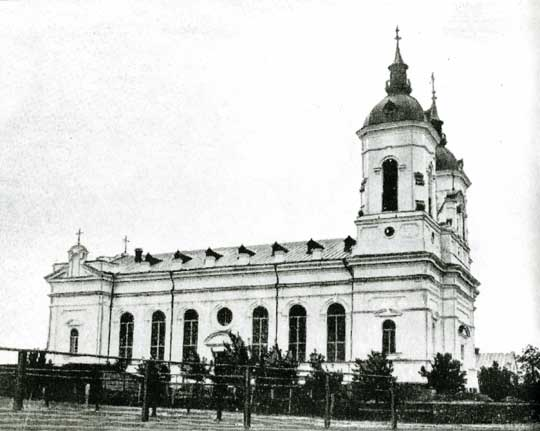
Вигляд собору на початку 20-го століття

На початку XIX століття відбувся значний приток німецьких колоністів до тодішньої Новоросії (сучасне Північне Причорномор'я, Бессарабія, Крим). Згідно із маніфестом Катерини II від 22 липня 1763 року іноземцям дозволялося в'їжджати до Росії та селитись де забажають. На початку XIX століття, після Наполеонівських війн, окупована Францією Німеччина потрапила до тяжкого економічного становища, що змусило багато торговців і ремісників покинути межі батьківщини. У 1808 році виходить наказ Олександра I «О предоставлении имущественного вспомоществования и земельных наделов иностранным хлебопашцам в Новороссии». Так у 1808 році виник Кучурганський колоністський округ з адміністративним центром у поселенні Зельц (нім. Selz), тепер смт Лиманське. До округу входило шість колоній з католицьким віросповіданням.
Починаючи з 1821 року, в поселенні діяла католицька церква. У 1901 році на місці церкви був тринавний храм, що мав дві башти висотою 57,9 метрів. На відміну від більшості церков Одеського регіону, які будувалися виключно вапняк, храм Небовзяття у Зельці був збудований цілком з цегли. Загальні витрати на розбудову костелу склали на той час 110000 рублів.

## Опис

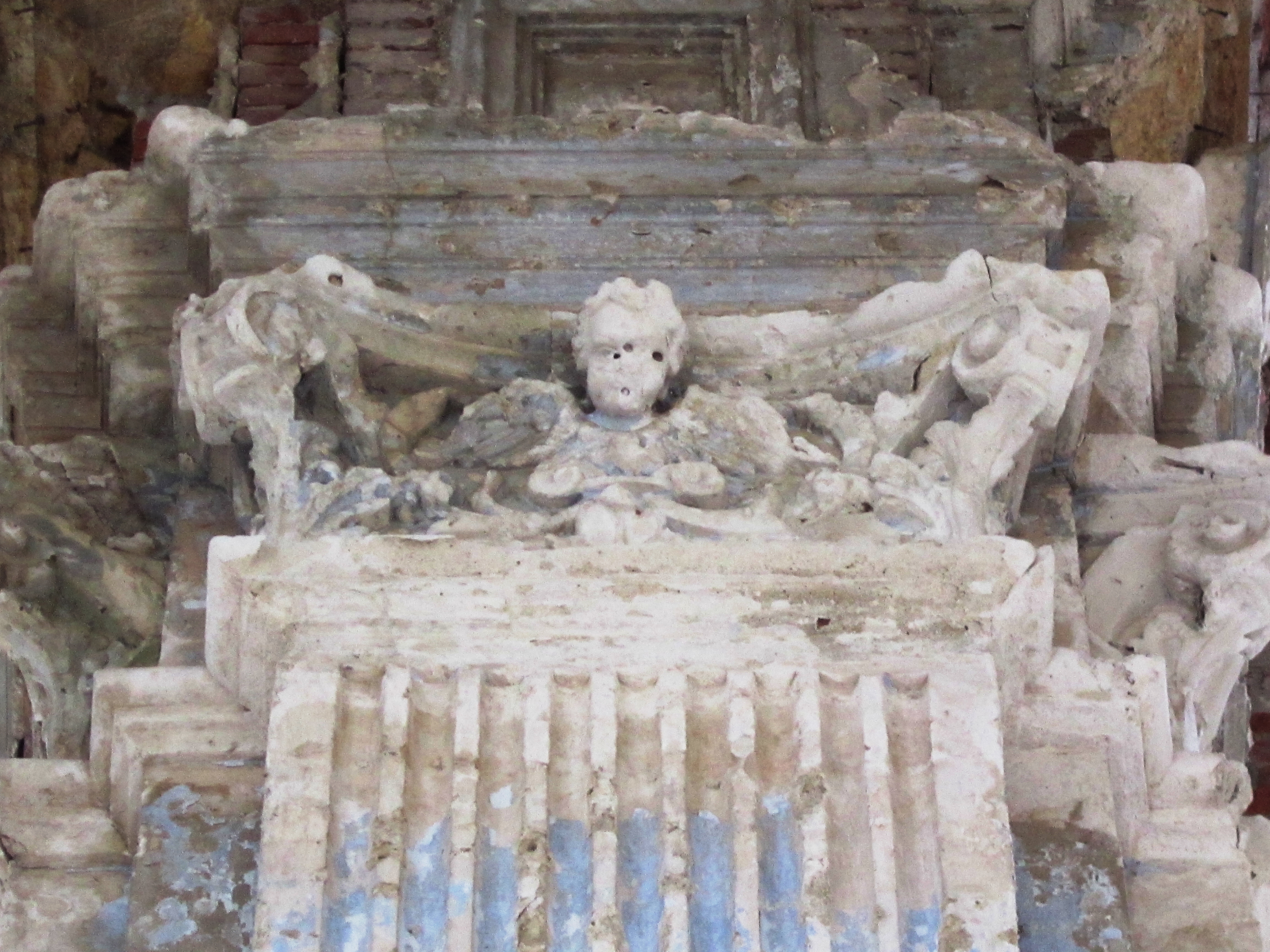
Колони костелу

Храм був збудований у стилі неоренесанс, мав три нефи, дві башти. Прототипом для собору слугував собор Зальцбурзі, Австрія. Новозбудований храм відрізнявся багатим внутрішнім оздобленням. У 1901 році тут розміщують замовлений у Австрії різний вівтар, у 1903 році — збудована кафедра, а у 1904 році — бічний вівтар. У 1906 році у соборі встановлені дерев'яні статуї Св. Антонія і розіп'ятого Христа. На стінах були зображені картини за біблійними мотивами.

## Знищення собору
У 1919 одеські німці-колоністи організували повстання проти продрозкладки і мобілізації до Червоної Армії. Повстання було придушене, в учасників конфісковано все майно. Відповідно собор було закрито, башти зруйновано. У будівлі храму за радянських часів діяв клуб. Після того, як клуб переїхав до нового будинку, збудованого за типовим проєктом, костел згодом руйнується.
Наразі костел перебуває в руїнах. За приблизними розрахунками його відновлення обійдеться не менше як у 6 млн доларів. Пропозиція щодо відновлення храму поступила від католицької громади південної Німеччини. Умовою відновлення було збереження конфесійної приналежності — храм мав належати Римо-Католицькій церкві. Перешкодою на шляху відновлення пам'ятки архітектури стала Українська православна церква Московського патріархату, яка виступила проти існування католицького храму на «своїх» канонічних територіях.

## Галерея

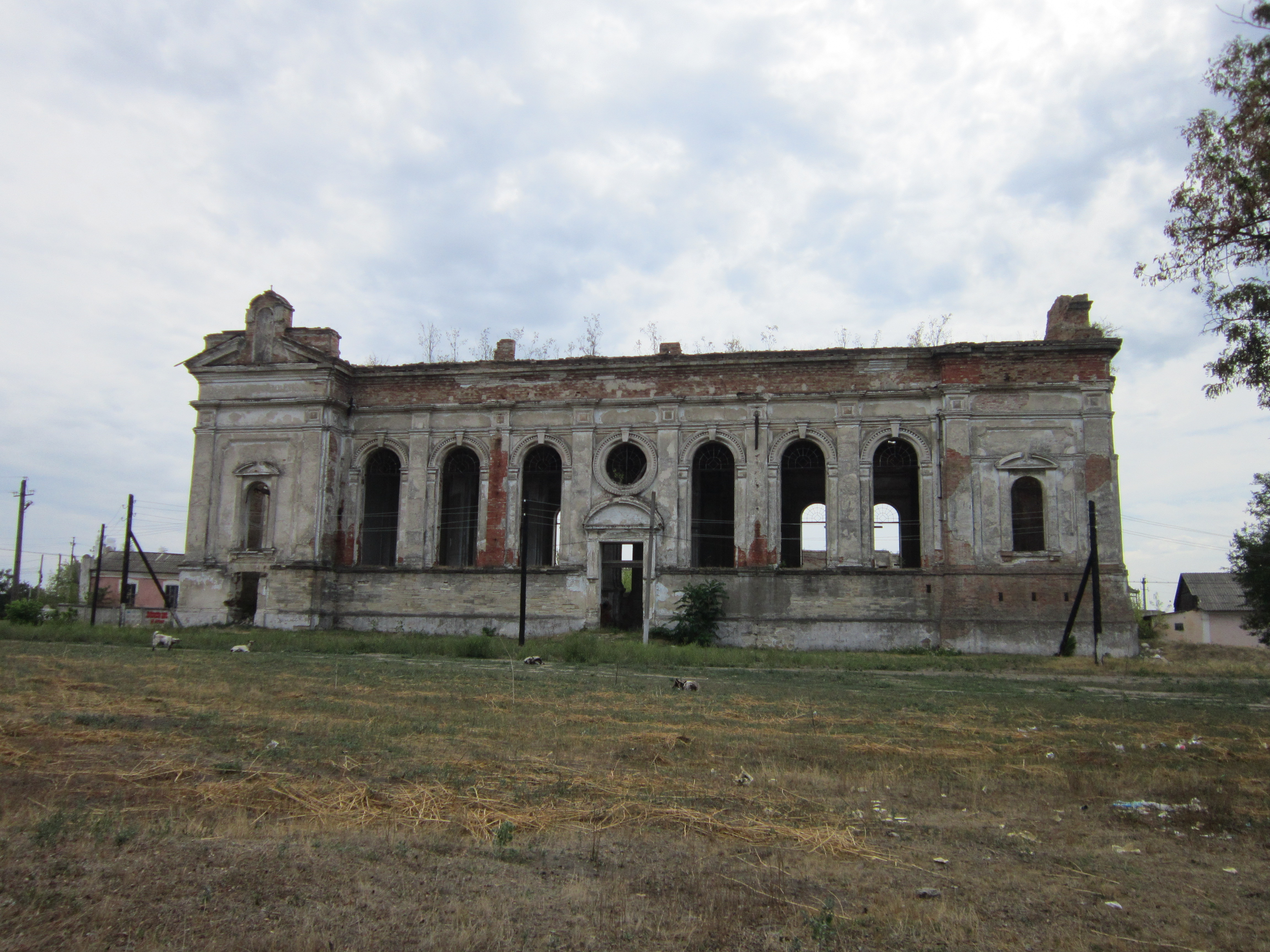
Загальний вигляд костелу (2012 рік)
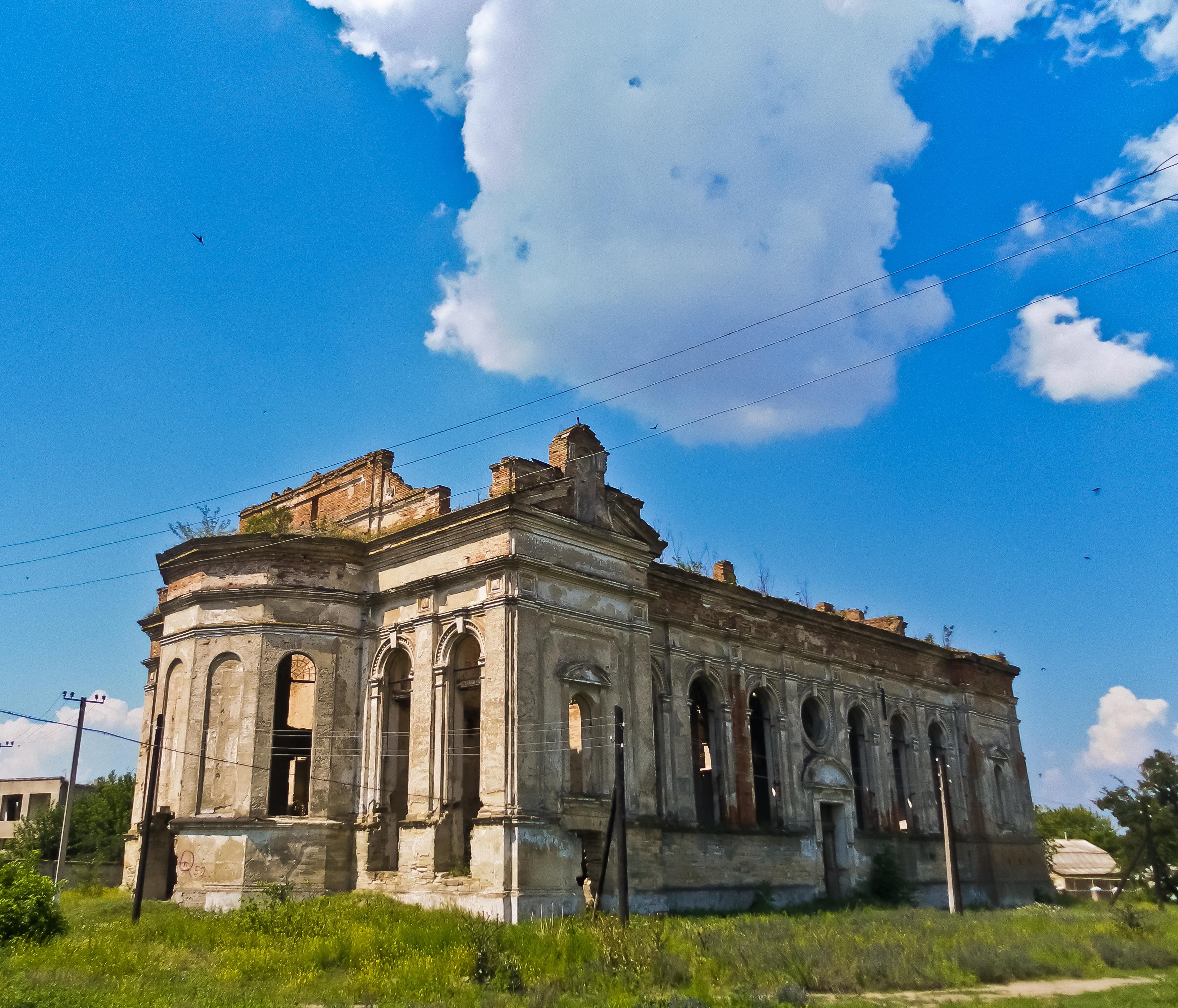
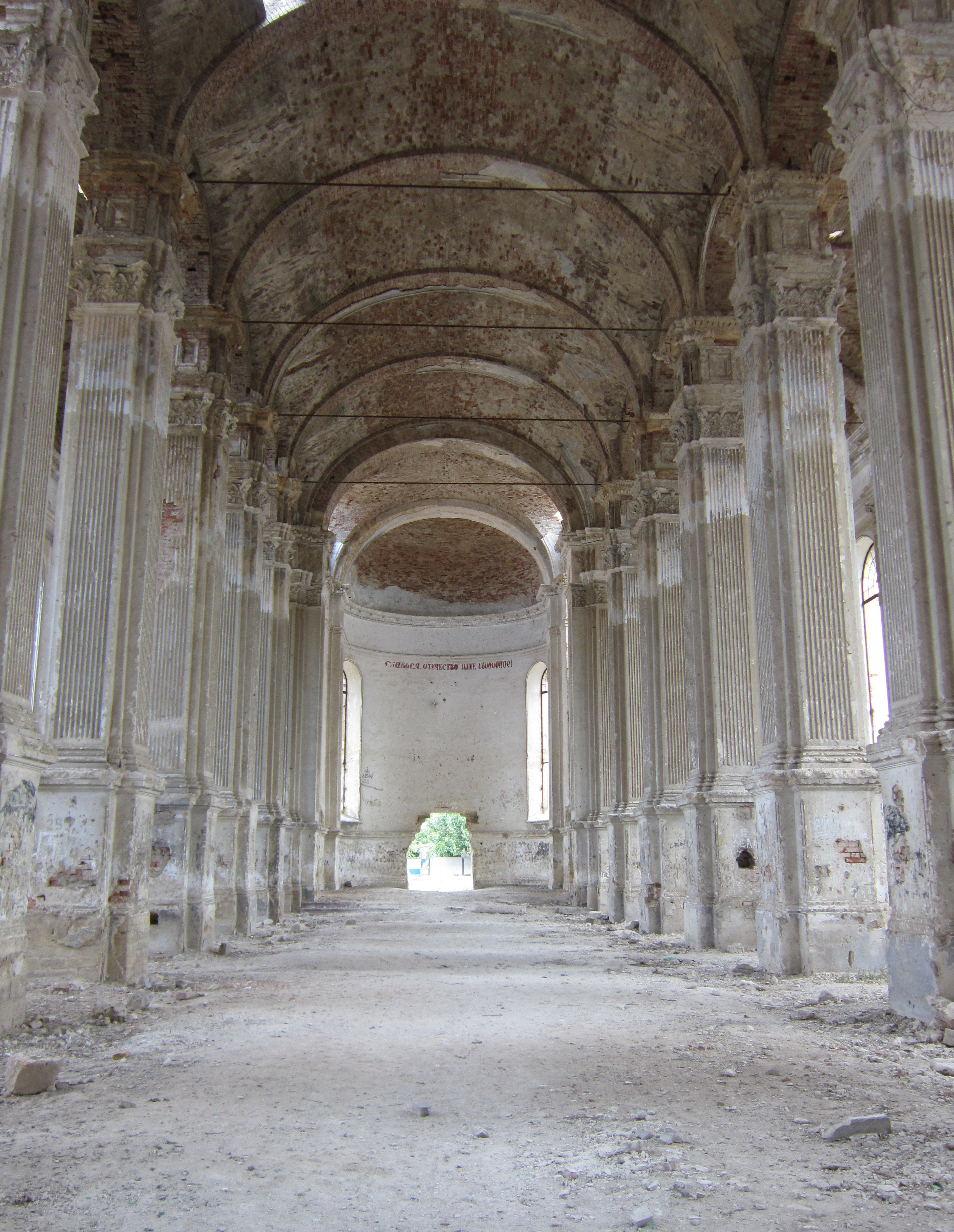
Внутрішній вигляд костелу (2012 рік)
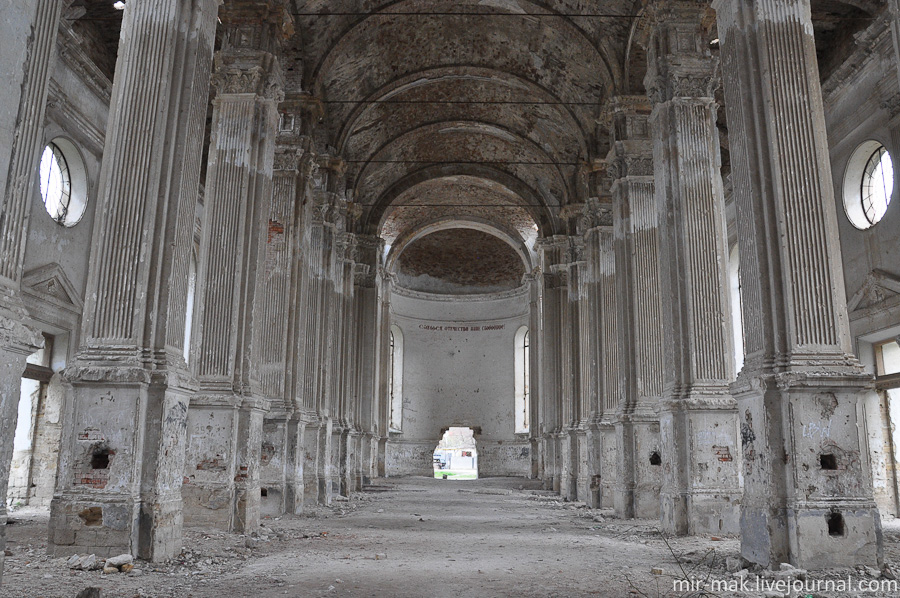
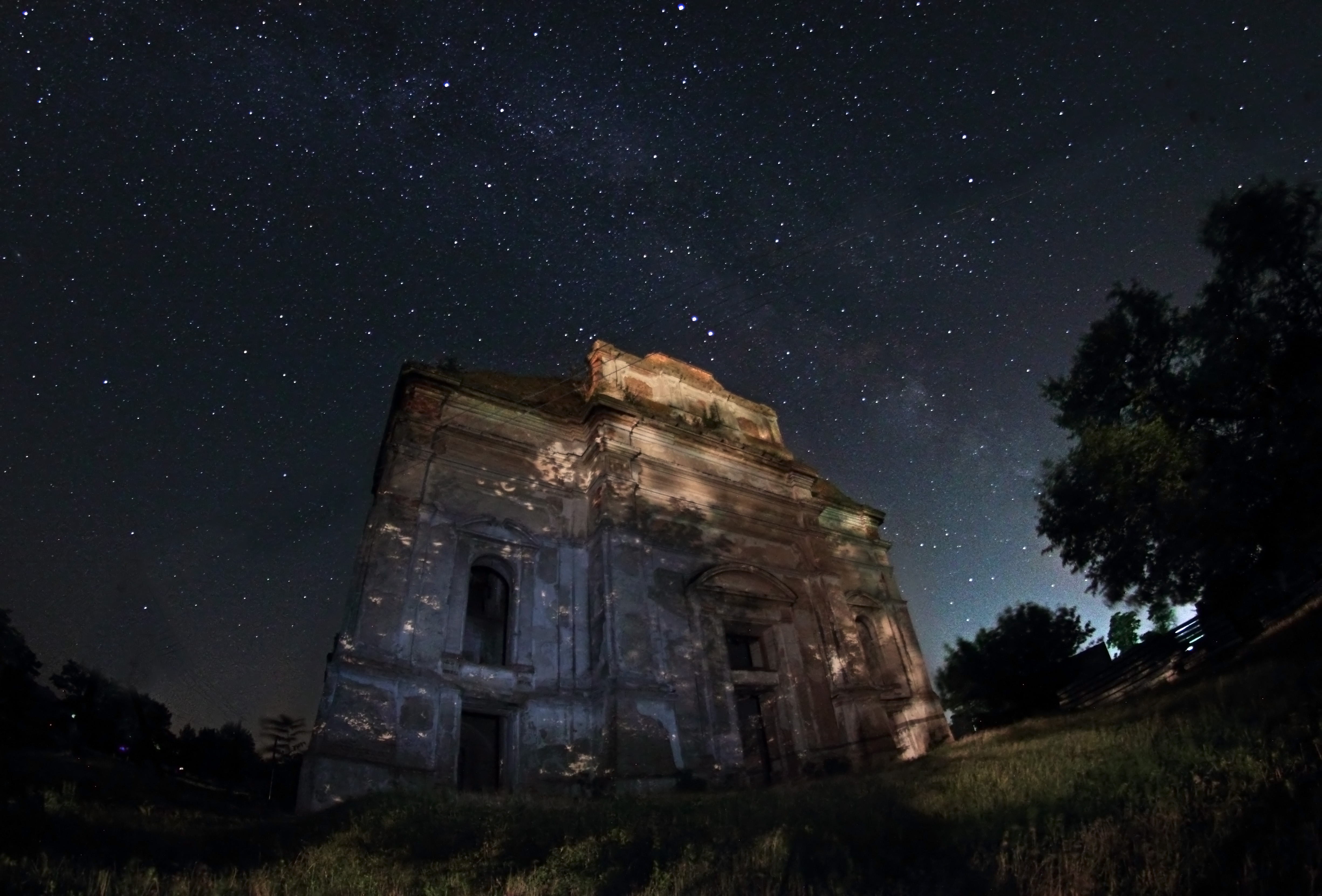
Вид костелу вночі (2015 рік)
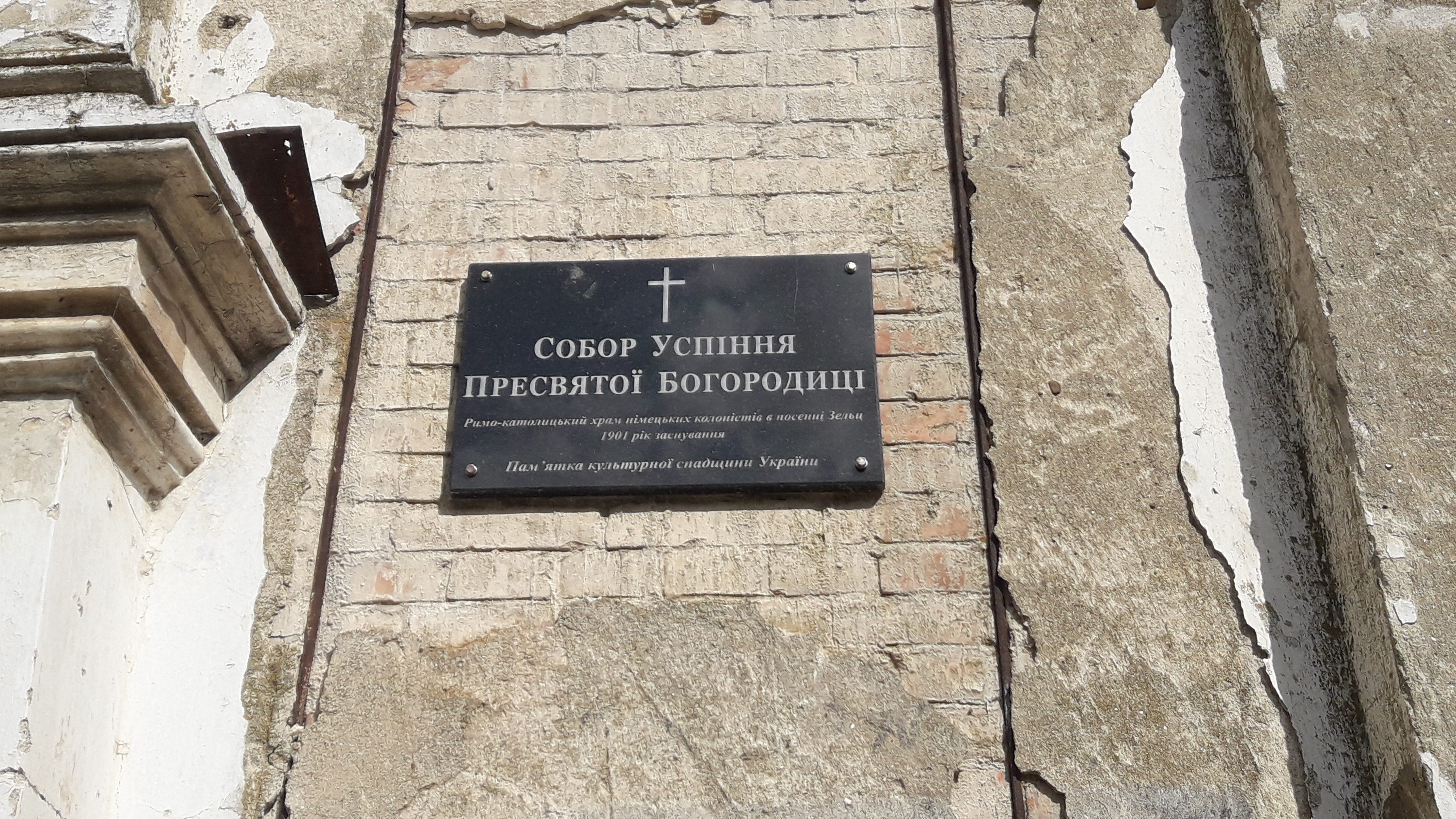
Пам'ятка культурної спадщини України